# Stade Luc-Varenne
Le stade Luc-Varenne est un stade situé dans la commune de Tournai. Il est principalement utilisé pour les matchs du RFC Tournai.
Il a une capacité de 7 552 places (dont 2752 assises). Il porte le nom de Luc Varenne en hommage au commentateur sportif de la RTBF d'origine tournaisienne.
En 2007, la finale du championnat d'Europe de football moins de 17 ans s'y déroula.